# Katedra Aleksandra w Narwie
Katedra Aleksandra – katedra Estońskiego Kościoła Ewangelicko-Luterańskiego w Narwie, wzniesiona w latach 1881–1884.

## Historia
Kościół był jedną z dwóch świątyń wzniesionych na potrzeby robotników zatrudnionych w Manufakturze Kreenholmskiej (obok prawosławnej cerkwi Zmartwychwstania Pańskiego). Powstał w latach 1881–1884. Jego nazwa odnosi się do cara Aleksandra II, który w roku rozpoczęcia budowy obiektu sakralnego zginął w zamachu Narodnej Woli. Konsekracja kościoła miała miejsce 28 maja?/9 czerwca 1884 r. Autorem projektu budynku był petersburski architekt Otto von Gippius.
W 1918 r. estońscy bolszewicy proklamowali w kościele Estońską Komunę Ludu Pracującego; według innej wersji, obowiązującej ze względów propagandowych w historiografii radzieckiej, stało się to na stopniach narewskiego ratusza.
W 1944 r. podczas bitwy o miasto zniszczona została kościelna dzwonnica oraz znajdujący się we wnętrzu budynku prospekt organowy. Po wojnie i powtórnej aneksji Estonii do ZSRR budynek został zamknięty dla celów kultu religijnego i zaadaptowany na magazyn, co doprowadziło do poważnych zniszczeń. Po 1991 r. został zwrócony parafii ewangelickiej, natomiast w 2000 r. otrzymał status katedry (dawna katedra luterańska w Narwie nie przetrwała walk w 1944 r.). W 2014 r. administrująca nim parafia zbankrutowała, nie będąc w stanie pokryć wydatków związanych z renowacją obiektu, a jej wierzyciele wystawili budynek sakralny na licytację. Katedra Aleksandra została wykupiona przez rząd estoński. Budynek został zaadaptowany na cele kulturalne – odbywają się w nim pokazy światło-dźwięk Niebo nad Narwą.